# کینچلو (میشیگان)
کینچلو (به انگلیسی: Kincheloe) یک منطقهٔ مسکونی در ایالات متحده آمریکا است که در شهرستان چیپوا، میشیگان واقع شده‌است.